# Sallenelles
Sallenelles ist eine französische Gemeinde mit 290 Einwohnern (Stand: 1. Januar 2022) im Département Calvados in der Region Normandie. Sie gehört zum Arrondissement Lisieux und zum Kanton Cabourg. Die Einwohner werden Sallenellais genannt.

## Geografie
Sallenelles liegt etwa 13 Kilometer nordöstlich des Stadtzentrums von Caen am Ästuar der Orne, die etwas nördlich in den Ärmelkanal mündet. Umgeben wird Sallenelles von Ouistreham im Nordwesten, Merville-Franceville-Plage im Osten sowie Amfreville im Süden.

## Geschichte
Ein Haupterwerb der Bewohner von Sallenelles war im Mittelalter und in der Frühen Neuzeit die Meersalzgewinnung, dazu der Schiffsbau und die Fischerei.
Im Zweiten Weltkrieg stießen britische Truppen während der Operation Overlord Anfang Juli 1944 auf harten Widerstand von Einheiten der Wehrmacht. Erst am 17. August gelang es, Sallenelles zu befreien. Seit der zweiten Hälfte des 20. Jahrhunderts lebt Sallenelles vor allem vom Tourismus.

## Bevölkerungsentwicklung

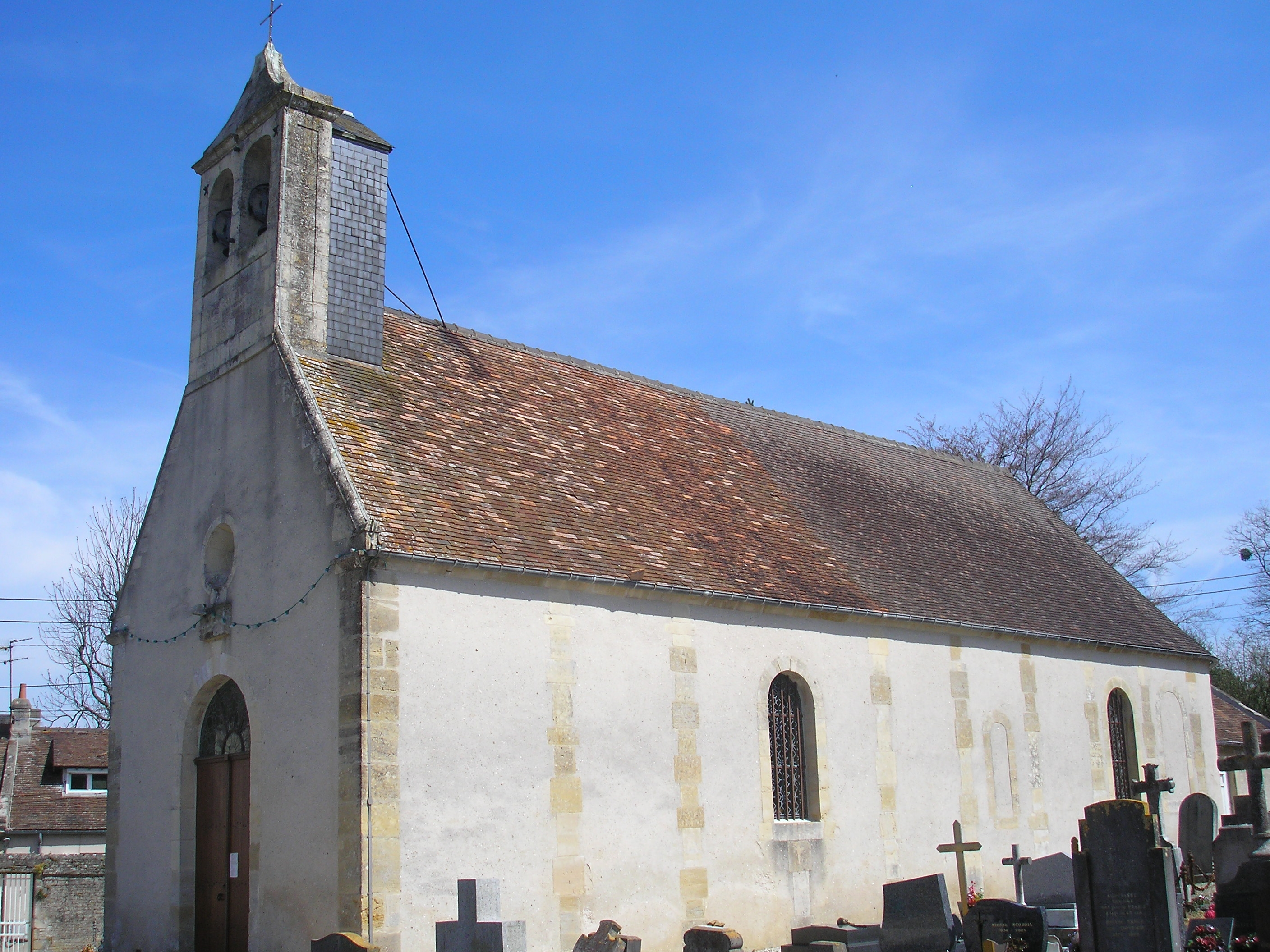
Kirche Notre-Dame-de-l'Assomption

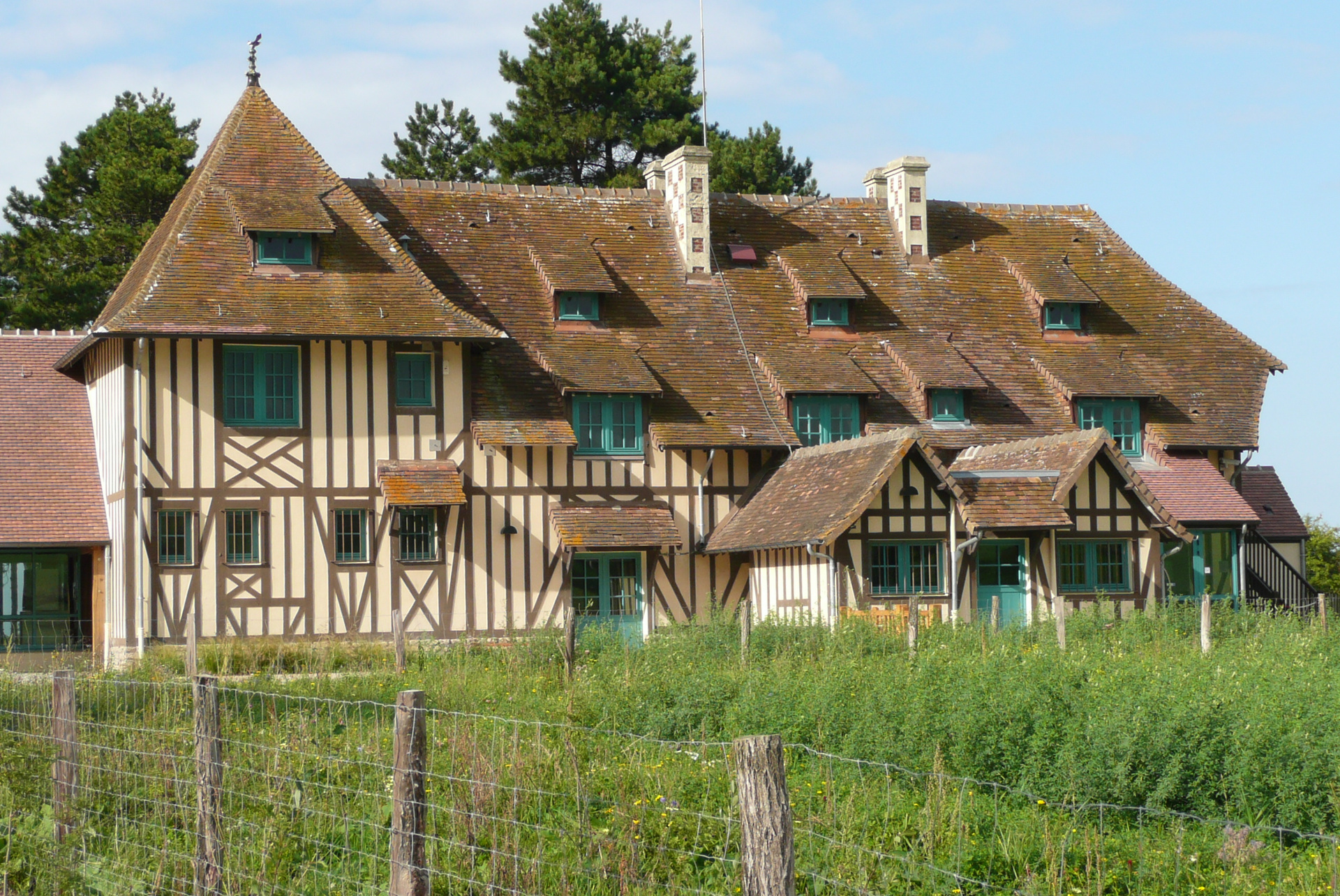
Haus am Ästuar

| Jahr                              | 1962 | 1968 | 1975 | 1982 | 1990 | 1999 | 2006 | 2019 |
| --------------------------------- | ---- | ---- | ---- | ---- | ---- | ---- | ---- | ---- |
| Einwohner                         | 257  | 306  | 314  | 290  | 240  | 293  | 279  | 294  |
| Quellen: Cassini, EHESS und INSEE |      |      |      |      |      |      |      |      |

## Sehenswürdigkeiten
- Kirche Notre-Dame-de-l'Assomption
- Herrenhaus am Ästuar